# Szymon Janiczko
Szymon Janiczko (ur. 9 stycznia 1930 w Krynicy) – polski hokeista, olimpijczyk.
Napastnik reprezentacji Polski oraz klubów: KTH Krynica (i Unii Krynica) oraz Legii Warszawa. W barwach Legii dziesięć razy zdobył tytuł mistrza Polski, jedenasty tytuł zdobył z KTH – był to jego pierwszy tytuł mistrzowski w 1950 roku. W lidze w ciągu 18 sezonów rozegrał 278 spotkań, w których zdobył 64 bramki.
Wystąpił w igrzyskach olimpijskich w Cortinie d’Ampezzo w 1956 oraz trzech turniejach rangi mistrzostw świata – 1955, 1957, 1959. W 1953 zdobył brązowy medal X Akademickich Mistrzostw Świata. Wystąpił w 45 oficjalnych spotkaniach międzynarodowych reprezentacji Polski, zdobywając 13 goli.
W 1973 wyemigrował z Polski do Szwecji.